# إطلاق داخلي موجه للأدوية
تستخدم أجهزة الإطلاق الداخلي الموجه للأدوية (السيدر) (CIDR) في مزامنة الودق في الماشية. وهي أجهزة على شكل حرف تي بها قلب من النيلون المطلي بالسليكون. والطلاء السليكوني مشرَّب بـالبروجستيرون. وتغرز أجهزة السيدر داخل المهبل باستخدام مطباق متخصص. وتنطوي الأجنحة المرنة لتسهيل الغرز وتتمدد فور زراعتها على النحو الصحيح داخل المهبل.ويساعد تمدد الأجنحة في استقرارها في موضعها، وتحقق أجهزة السيدر معدلات احتفاظ عالية جدًا قد تتجاوز أحيانًا نسبة 97%. ويمتد ذيل رفيع من النيلون إلى خارج الجسم ليستخدم في إزالة السيدر.
ويوفر جهاز السيدر فور غرسه إطلاق بطيء للبروجستيرون الذي يحرض على إطالة الطور الأصفري. وتزداد مستويات بروجستيرون البلازما بسرعة فور الغرز وتظل في حالة اتساق نسبي طالما أن السيدر ثابت في مكانه. وبعد إزالة السيدر تنخفض مستويات البروجستيرون بسرعة. وقد يحدث تهيج مهبلي أحيانًا. وهذا أمر طبيعي لا يؤثر على فعالية الجهاز أو أداء الحيوان.
كما تتوفر عدة أنواع من أجهزة السيدر منها سيدر ب للماشية وسيدر إس للأغنام وسيدر جي للماعز. وتتشابه أجهزة السيدر مع اللولب المشبع بالبروجستيرون (PRID) الذي يستخدم هو الآخر في مزامنة الدورة الوداقية في الدواب.

## معلومات تاريخية
قامت شركة أهي لتشكيل اللدائن الموجودة في هاملتون، نيوزيلندا بتطوير أجهزة السيدر بالاشتراك مع وزارة الزراعة والغابات (نيوزيلاندا). وبدأت محاولات التطوير في عام 1981. وحصل جهاز سيدر إس على ترخيص عام 1986 أما سيدر جي فحصل على الترخيص عام 1988.

## استخدام السيدر
تم اعتماد سيدر للاستخدام في ماشية اللحم وأبقار الألبان في كندا والولايات المتحدة. ويوضع في السيدر 1.9 جم من البروجستيرون في كندا أما في الولايات المتحدة فيوضع به 1.38 جم. وتم ترخيص سيدر إس للاستخدام في الأغنام والماعز في نيوزيلندا وأستراليا. أما سيدر جي فيناسب الاستخدام في النعاج والخراف والماعز.
وغالبًا ما يستخدم سيدر بي في الماشية وفق بروتوكولات المزامنة. ويشير اسم المنتج إلى أنه ينبغي ترك السيدر داخل الحيوان لمدة 7 أيام إضافة إلى اتباع البروتوكولات الصحيحة للمزامنة. وبروتوكول أوفسينتش من أهم هذه البروتوكولات وأكثرها استخدامًا. وتتيح بروتوكولات التزامن الودقي هذه استخدام التلقيح الصناعي المحدد الوقت، وهذا يمكن مديري القطيع من التحكم بدقة في عملية التناسل. ويساعد استخدام أجهزة السيدر وفق بروتوكولات التزامن في تحسين الأداء التناسلي، وذلك بتقليله للقصور الحادث عند الكشف عن الودق.
ورغم تنوع الاستجابة للتزامن الودقي إلا أن الدراسات تشير باطراد إلى ارتفاع معدلات الحمل بعد استخدام التلقيح الصناعي المحدد بوقت عن طريق مزامنة السيدر لتطور الجريب المبيضي.

### الاستخدام العلاجي
قد تستخدم أجهزة السيدر في علاج البقر المصاب بـالكبسة الجريبية. تؤثر الكبسات الجريبية في الماشية على قطاع مهم من أبقار الألبان في العديد من البلدان وتعوق صناعة الألبان إذ أنها تطيل المدة بين الولادة والتخصيب|الحمل. ولأجهزة السيدر دور فعال في تقليل تردد نبض هرمون ملوتن وتحفيز انسداد الجريبات الكيسية. وهذا قد يساعد في إعادة استخدام الأبقار المصابة في برامج التكاثر أو نقل الأجنة.

### الأغنام والماعز
في الماضي كان المسح بالإسفنج البروجستيروني داخل المهبل هو الطريقة الشائعة التداول في النعاج. وأدى تطور أجهزة السيدر ونجاحها إلى توسع استخدامها ليشمل الأغنام والماعز. وتتميز أجهزة السيدر عن إسفنج المسح البروجستيروني المهبلي بأنها لا تمتص أو تمنع تصريف الإفرازات المهبلية، مما يوفر طريقة أنظف للولادة. إضافة إلى أنها تتيح تناول أنواع طبيعية من الهرمونات على عكس المماثل الفعال المستخدم في الإسفنج. ووجد أن جرعة قدرها 550 مجم من البروجستيرون في الأغنام لها دور فعال في السيطرة على الودق والإباضة.

## وصلات خارجية
- CIDR – Pfizer Animal Health